# 卡邦區
卡邦區是非洲中部國家烏干達的111個區之一，由北部區負責管轄，首府是卡邦，距離莫羅托約155公里，主要的經濟產業是畜牧業，2011年人口估計為540,500。

## 外部連結
- Kaabong District Information Portal